# Chronologie des faits économiques et sociaux dans les années 1600
Chronologie de l'économie
Années 1590 - Années 1600 - Années 1610

## Événements
- 1595-1638 : l'Espagne afferme le commerce des esclaves pour l'Amérique (asiento) à des négociants portugais[1].
- Vers 1600, Empire ottoman : des exilés séfarades tentent la colonisation rurale de quelques bourgades de Haute-Galilée, à Kfar Yasif, Pékiin et Shefaram. Les Juifs payent leurs taxes au sultan en livraisons de coton, la vie rurale est active et chaque village à ses tisserands de soieries. Les Bédouins les protègent jusqu’au XVIIIe siècle, mais tout périclite au début du XIXe siècle[2].

- 1600 :
  - 291 tonnes d’équivalent argent sont envoyées par an d’Amérique vers l’Espagne[3].
  - le Brésil, colonie portugaise, produit 1 200 000 arrobes de sucre[4] (1 arrobe = 14 kg). Il est plus grand producteur au monde. Ses exportations de sucre sont estimées 9 000 tonnes en 1600. Elles atteignent 15 à 20 000 tonnes dans les années 1620[5]. Entre treize et quinze mille esclaves africains vivent alors au Brésil (entre 3,5 et 3,6 millions d’esclaves sont importés entre 1550 et 1850)[6]. Peut-être dix mille blancs forment le noyau des villes (marchands, fonctionnaires, maîtres de moulin à canne, fermiers aisés). Tous sont Portugais sauf quelques jésuites italiens. Les Juifs sont officiellement interdits, mais beaucoup sont là comme « nouveaux-chrétiens ». Les blancs imposent leur civilisation. Il se crée, autour du senhor de engenho, une structure aristocratique, patriarcale, où l’intermédiaire entre le Noir, l’Indien et le Blanc est le métis ou le mulâtre[7].

- 1603-1867 : Époque d’Edo au Japon[8].
  - Edo est reliée à la capitale impériale Kyōto et au reste du Japon par un réseau routier (gokaidō) doté d’un système de contrôle des voyageurs rigoureux afin d’empêcher toute introduction d’armes à feu à Edo comme la divagation incontrôlée des femmes[9].
  - les shoguns Tokugawa contrôlent grâce à leurs fiefs le quart de la production agricole japonaise[10].

- 1606 : le navigateur néerlandais Willem Janszoon débarque en Australie[11] ; à l’arrivée des Européens, les aborigènes ont colonisé tous les biotopes du continent australien. Ils se rassemblent aussi bien en petits groupes nomades, se déplaçant sur des milliers de km² dans le désert, que dans de grands villages permanents dans les régions les plus riches. Leur régime est très varié (larves, dugong, noix de cycas, kangourous, huîtres, œufs de tortue, ignames, poissons, chauve-souris, phalènes  « bogongs » …). Des pratiques simples accroissent la productivité naturelle : constructions de pièges rudimentaires pour capturer le poisson sur les côtes, canaux creusés pour attirer les anguilles dans les marais de l’intérieur, replantation de graines et de racines, brûlis pour ouvrir de nouveaux espaces aux plantes naturelles[12].

### Europe
- Vers 1590-1610, Amsterdam devient la ville la plus dynamique du monde, « le pôle de l'économie monde » (Braudel) jusque vers 1780, remplaçant Gênes[13]. La banque d'Amsterdam, première banque d'émission fondée en 1609, devient le centre du commerce international[14]. Chaque année vers 1600, une vingtaine de vaisseaux partis des Pays-Bas va en Afrique, autant au Brésil et 150 aux Antilles[15].

- Vers 1600 :
  - le trafic du Sund est de 6 000 passages par an aux alentours de 1600 (blé, bois, goudron, fourrures et métaux d’Europe du Nord et produits manufacturés d’Europe de l’Ouest). 2/3 des navires qui franchissent le Sund danois portent le pavillon des Provinces-Unies[15].
  - la mine de Schwaz (Tyrol) produit 2 000 kg d’argent, soit le sixième de la production de 1500[16].
  - 15 % de la population en Écosse et 25 % en Angleterre sait lire et écrire[17],[18].
  - l’armée et la flotte espagnole sont les premières d’Europe avec celles de l’Empire ottoman, avec 150 000 hommes au début du siècle. L’infanterie, organisée en tercios, est redoutable[15].

- 1600-1650 : chute de la production lainière en Italie. Milan forte de soixante-dix ateliers qui produisent 15 000 pièces de draps par an en 1616, n'en a plus que cinq en 1682. Côme produit 10 000 pièces par an vers 1600, 400 vers 1650 ; Venise 28 000 pièces au début du XVIIe siècle, 10 000 vers 1650, 2 000 vers 1700) ; à Florence le nombre de pièces de laine fabriquées annuellement passe de 20 000 en 1560-1580 à 14 000 en 1600 et chute à 5 000 vers 1650[19].

- 1601 : promulgation de la Poor Law en Angleterre, réglementation officielle de l'assistance aux pauvres et de leur surveillance[20].
- 1601-1603 : famine en Russie[21].
- 1603-1620 : le déficit du budget de l’État anglais passe de 430 000 £ en 1603 à 900 000 £ en 1620[22].
- 1604-1610 : début d'une forte émigration des nouveaux chrétiens portugais vers l'Espagne, la France et les Pays-Bas[23]. Une communauté juive se constitue à Amsterdam. Elle se compose de Juifs portugais qui ont pour rabbin l’ashkénaze Mossé Uri ha-Levi, venu d’Emden, sans doute originaire de Rhénanie. Elle se réunit pour prier dans la maison privée de Jacob Tirado et prend le nom de « Beit-Jacob ». Son chef est un Juif du Maroc, Samuel Palache, qui est ambassadeur du Maroc aux Pays-Bas. Il favorise l’installation à Amsterdam de nombreux « Portugais » venus de la péninsule ibérique, de Madère, des Açores, des Colonies du Maroc et d’Anvers. Six à huit mille Juifs peuplent rapidement la ville, où s’organisent deux autres communautés, « Neveh Shalom » avec Isaac Uziel, de Fès, et « Beit Jisraël » avec Joseph Pardo, de Salonique, venu à Venise en 1589 puis à Amsterdam en 1608. En 1639, ces trois groupes se réunissent en une seule congrégation, influencée par celle de Venise, la « Sainte Communauté de l’enseignement de la Torah », Kahal Kadish Talmud Torah (K.K.T.T.). Parallèlement s’organise une communauté des ashkénazes, moins nombreuse mais tenant à son originalité (rites et langues différents)[24].
- 1605 : création du Banco di Santo Spirito à Rome[25].

#### France
- 1599-1610 : Rosny est chargé des finances en France. Sa gestion rigoureuse permet de rétablir l’équilibre financier. Il diminue les impôts directs (baisse de la taille en moyenne de 10 % entre 1599 et 1610), au moment où augmente le revenu national, ce qui profite aux paysans. L’économie permet d’augmenter les impositions indirectes (traites, aides, gabelles), qui sont mieux gérées. Des mesures encouragent l’essor de la production : annulation d’une partie des dettes de l’État, baisse des taux d’intérêts et de la rente constituée, qui stimule l’investissement[26].
- 1600 : 16 % de la population en France sait lire et écrire[17]. Un réseau de collèges d’enseignement secondaire, s’ouvrant sur le supérieur, couvre la France vers 1600-1610, au terme d’un siècle d’efforts : 200 collèges de tous bords à la mort d’Henri IV, qui comptent jusqu’à 80 000 élèves sous Louis XIII[26].

- 1600-1616 :  la peste fait en France 365 000 morts[27].
- 1600-1620 : reprise de l’activité économique, notamment sur l’axe Rhône-Saône et la façade atlantique[26].
- 1600-1630 : les revenus net de l’État français plafonnent à 200 tonnes d’équivalent-argent, soit moins de 26 millions de livres[28]. 20 millions de livres de dépenses extraordinaires et de guerre en moyenne pour 1600-1610[29].
- 1601-1616 : série de printemps et d’étés chauds ou moyens[30].
- 1601-1606 : reprise modérée des salaires agricoles dans la région parisienne à l’indice 102,6 (cf. 1590, 1615)[26].
- 1601 : Olivier de Serres et Laffemas tentent vainement d’acclimater le mûrier en Île-de-France[31].
- 1609 : le budget de l’État à la fin du règne d’Henri IV atteint 200 tonnes d’équivalent argent[26].

## Démographie
- La population mondiale est estimée à 578 millions d'êtres humains ; 341 millions en Asie, 108 en Europe, 113 en Afrique, 13 en Amérique, 3 en Océanie[32].

- Environ 108 millions d’habitants en Europe[32]. 
  - La France en compte de 16 à 18 millions (19 dans les frontières actuelles). Paris dépasse 200 000 âmes. Lyon en compte 50 000, Rouen et Toulouse viennent ensuite. 14 % de la population vit dans des villes de plus de 2 000 habitants.
  - L’Espagne et le Portugal comptent 11 millions d’habitants (8,5 en Espagne). Séville (120 000) et Lisbonne (110 000) dépassent 100 000 habitants. Madrid, Grenade et Valence comptent 50 000 habitants.
  - Le Saint Empire compte 15 millions d’habitants. Les pays tchèques 4 millions. Hambourg, Augsbourg, Nuremberg, Vienne et Prague atteignent 50 000 habitants.
  - Le Royaume-Uni compte de 3,8 à 4,5 millions d’habitants (niveau de 1340). 5 % de la population résident dans des villes de plus de 5 000 habitants. La population de Londres est passé de 40 000 habitants en 1525 à 250 000.
  - L’Italie est peuplée de 12 à 13,2 millions de personnes. Naples compte 280 000 habitants. Venise 148 000. Palerme, Rome, Milan et Messine, plus de 100 000. Gênes, Bologne, Florence et Vérone, plus de 50 000. Quinze villes dépassent 20 000.
  - Les Provinces-Unies comptent 1,5 million d’habitants. Les Pays-Bas espagnols 1,4. Anvers compte 110 000 habitants, Gand, Bruxelles, Bruges, Lille et Amsterdam de 40 000 à 50 000. Dix autres villes dépassent 10 000.
  - La Scandinavie compte au maximum trois millions d’habitants.
  - La Hongrie compte moins de 3 millions d’habitants. Le nombre des nobles atteint 4 à 5 % de la population en Hongrie et en Pologne, 8 % en Transylvanie. L’immense majorité de ces nobles vit dans des conditions économiques à peine au-dessus de celles d’un paysan, mais leur statut social et politique est stable. La société se fige en un « système des États » dominé par la noblesse alors que le reste de la population est voué à la servitude.
  - La Pologne et le grand-duché de Lituanie comptent dix millions d’habitants pour 890 000 km². Cette population, de faible densité (surtout dans l’est et le sud de la Lituanie) est variée (Polonais, Ukrainiens, Biélorusses, Lituaniens, Lettons, Allemands, Juifs, Tchèques, Slovaques, Tatars, Italiens). Toutes les confessions s’y trouvent représentées. (catholiques, orthodoxes, luthériens, calvinistes, juifs et même quelques villages musulmans).
  - La Moscovie compte 2 à 3 millions d’habitants. La Russie de 11 à 15 millions. Moscou 80 000.
  - L’Empire ottoman compte 20 millions d’habitants. Constantinople dépasse 200 000 habitants.
  - Émigration luthérienne de l’Autriche actuelle vers les villes impériales de Ratisbonne, Nuremberg, Augsbourg, Ulm, le Wurtemberg, la Suède ou les pays Baltes, à partir de 1600 (près de 100 000 personnes).
- 1605 : un million d’Indiens au Mexique[33].